# Vogelsberg (Thuringe)
Vogelsberg est une commune allemande de l'arrondissement de Sömmerda, Land de Thuringe.

## Géographie
Sur le territoire de la commune passe la Scherkonde, un affluent de la Lossa. Il y a aussi un lac de barrage qui est un site connue pour sa présence de carpes.
|                   | Sömmerda   | Kleinneuhausen |
| Sprötau           | Vogelsberg | Kleinbrembach  |
| Vippachedelhausen |            | Neumark        |

## Histoire
Vogelsberg est mentionné pour la première fois en 876 dans le protocole d'une assemblée à Ingelheim am Rhein, conduite par Louis II de Germanie. Elle doit régler le différend sur la dîme en Thuringe entre l'archevêque Liutbert de Mayence et l'abbé Sigihard de Fulda.
En 974, le Fugelsburg est bâti. Il prend de l'importance avec l'expansion de la noblesse de Franconie. Il reste aujourd'hui quelques pans de murs.
Pendant la Seconde Guerre mondiale, des internés militaires d'Italie et 66 hommes et femmes de Pologne et de Tchécoslovaquie sont contraints à du travail forcé dans l'agriculture et l'usine de Rheinmetall à Sömmerda.
Le mardi 28 janvier 1964, au-dessus du Kirschberg, un avion de reconnaissance américain, un North American Sabreliner, est abattu par deux Mikoyan-Gourevitch MiG-19 et explose. Les trois pilotes américains sont morts sur le coup.

## Source de la traduction
- (de) Cet article est partiellement ou en totalité issu de l’article de Wikipédia en allemand intitulé « Vogelsberg (Thüringen) » (voir la liste des auteurs).